# Winter-Asienspiele 2025/Snowboard
Bei den IX. Winter-Asienspiele wurden zwischen dem 8. und 13. Februar 2025 sechs Wettbewerbe im Snowboard ausgetragen. Gestrichen wurden die Wettkämpfe im Riesenslalom und Slalom. Erstmals wurden dafür Wettkämpfe im Slopestyle und Big Air ausgetragen. Die Finale in der Halfpipe konnten aufgrund starken Windes nicht ausgetragen werden, stattdessen wurden die Ergebnisse der Qualifikation gewertet.

## Zeitplan
| Zeitplan Snowboard | Zeitplan Snowboard | Zeitplan Snowboard | Zeitplan Snowboard | Zeitplan Snowboard | Zeitplan Snowboard | Zeitplan Snowboard |
| Wettbewerbe        | Februar            | Februar            | Februar            | Februar            | Februar            | Februar            |
| Wettbewerbe        | 8.                 | 9.                 | 10.                | 11.                | 12.                | 13.                |
| ------------------ | ------------------ | ------------------ | ------------------ | ------------------ | ------------------ | ------------------ |
| Männer             |                    |                    |                    |                    |                    |                    |
| Halfpipe           |                    |                    |                    |                    |                    |                    |
| Slopestyle         |                    |                    |                    |                    |                    |                    |
| Big Air            |                    |                    |                    |                    |                    |                    |
| Frauen             |                    |                    |                    |                    |                    |                    |
| Halfpipe           |                    |                    |                    |                    |                    |                    |
| Slopestyle         |                    |                    |                    |                    |                    |                    |
| Big Air            |                    |                    |                    |                    |                    |                    |
| Entscheidungen     | 2                  | 0                  | 2                  | 0                  | 0                  | 2                  |

|  | Medaillenentscheidung |

## Bilanz

### Medaillenspiegel
| Platz  | Land                | Gold | Silber | Bronze | Gesamt |
| ------ | ------------------- | ---- | ------ | ------ | ------ |
| 1      | Volksrepublik China | 3    | 4      | 1      | 8      |
| 2      | Südkorea            | 2    | –      | 3      | 5      |
| 3      | Japan               | 1    | 2      | 2      | 5      |
| Gesamt | Gesamt              | 6    | 6      | 6      | 18     |

### Medaillengewinner
| Disziplin  | Gold          | Silber             | Bronze          |
| ---------- | ------------- | ------------------ | --------------- |
| Männer     |               |                    |                 |
| Halfpipe   | Kim Geon-hui  | Koyata Kikuchihara | Lee Ji-o        |
| Slopestyle | Lee Chae-un   | Liu Haoyu          | Kang Dong-hun   |
| Big Air    | Yang Wenlong  | Jiang Xinjie       | Kang Dong-hun   |
| Frauen     |               |                    |                 |
| Halfpipe   | Sara Shimizu  | Sena Tomita        | Wu Shaotong     |
| Slopestyle | Zhang Xiaonan | Xiong Shirui       | Himari Ishii    |
| Big Air    | Xiong Shirui  | Zhang Xiaonan      | Suzuka Ishimoto |